# Conepatus leuconotus leuconotus
Sous-espèce
Synonymes
Conepatus mesoleucus (Lichtenstein, 1832)
Statut de conservation UICN

 LC  : Préoccupation mineure
La Moufette à nez de porc (Conepatus leuconotus leuconotus) est une espèce de carnivores de la famille des Mephitidae, sous-espèce de Conepatus leuconotus.
Elle était autrefois considérée comme une espèce à part, Conepatus mesoleucus.